# منقذ بحري

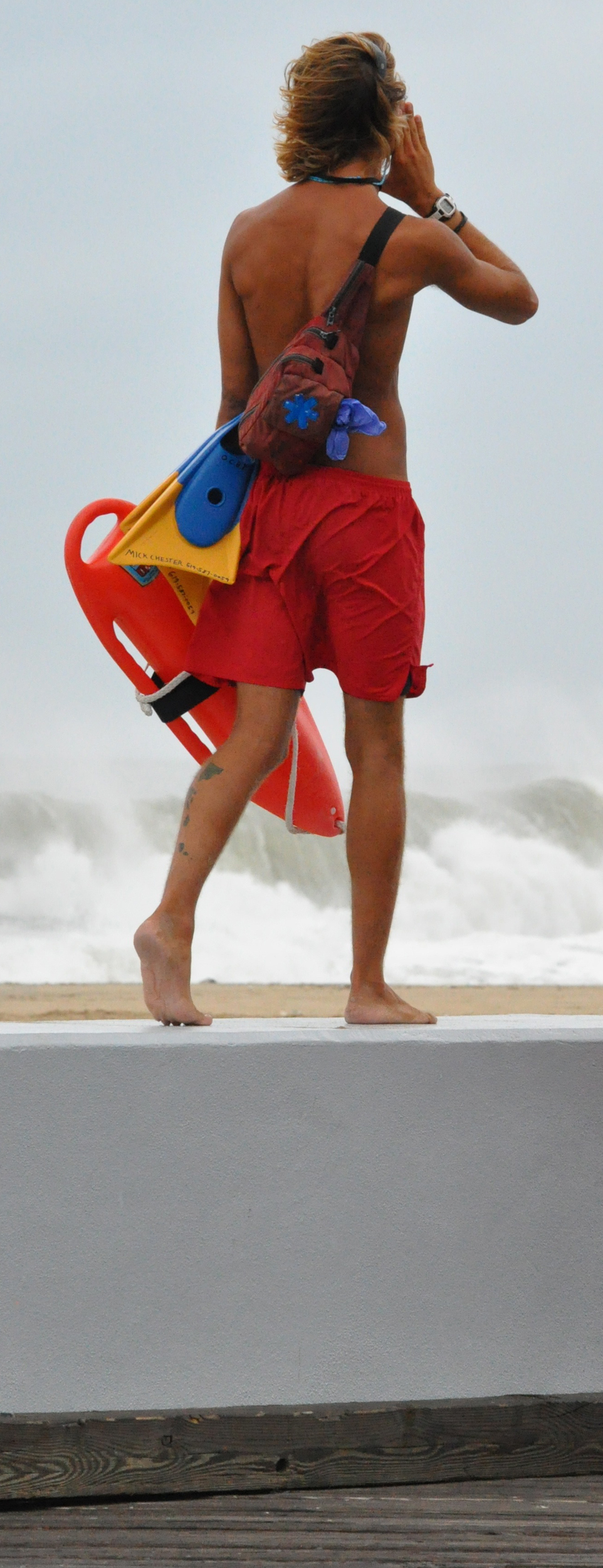
منقذ بحري ب(الولايات المتحدة الأمريكية) في دورية أثناء إعصار إيرل.

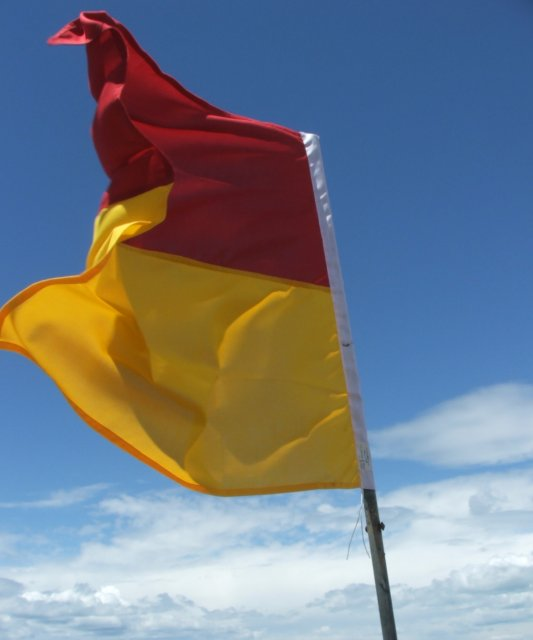
العلم الأحمر والأصفر يشير إلى منطقة الإستحمام المراقبة من قبل رجال الإنقاذ

المنقذ البحري مسؤول عن محاولة تأمين مرتادي الشاطئ ممن على الرمال (معرضين لخطر المد والجزر) وممن يسبحون في البحر (معرضين لخطر الغرق). كما يشرف أيضاً على سلامة وإنقاذ السباحين ، راكبو الأمواج ، وغيرهم من المشاركين في الرياضات المائية.
مثال : المسبح، حديقة مائية، أو الشاطئ ، لذلك رجال الإنقاذ يكونون مدربين تدريبا عالياً .

## الوضع القانوني حسب البلد
غالباً ما يتبع رجال قوات الدفاع المدني أو قوات الطوارئ. قوانين ولوائح

### المسؤوليات
- رجال الإنقاذ أو الدفاع المدني هم المسؤولين عن سلامة الأفراد في منطقة المياه.
- وعادة ما تكون منطقة محددة المحيط مباشرة أو المنطقة المتاخمة لها، مثل الشاطئ بجانب المحيط أو البحيرة.
- الأولوية لدى هؤلاء الأفراد هي ضمان عدم الإضرار بالمستخدمين للمنطقة التي يتولون مسؤوليتها حفاظاً على حياتهم وممتلكاتهم .
- المنقذون غالباً ما يكونون موظفين يتبعون للدولة، قد يكونون أيضاً من المتطوعين.
- كل الأوضاع التي قد تؤدي إلى الغرق لخصتها '[سلسلة الغرق]'
- وكذلك كل ما يمكن أن يكون سبباً مباشراً مؤديا لحادثة، أو مساهماً في سلسلة من الحوادث.[2]
- وهو يتألف من الافتقار إلى التعليم حول سلامة المياه أو الظروف المحلية المحيطة.
- وعدم اتباع الإرشادات المتعلقة بالسلامة (على سبيل المثال، حول التيارات RIP على الشاطئ)
- وكذلك عدم وجود حماية (مثل لا جهاز الطفو للسباح الضعيف أو المبتدئ)،
- وانعدام الرقابة على السلامة، أو عدم القدرة على التأقلم مع الظروف في حالة (الأمواج القوية مع ضعيفي السباحة).

سلسلة الغرق

## إسعاف الغريق

### الغرق
هو توقف التنفس وحدوث الاختناق الناجم عن دخول الماء إلى الرئتين مما يؤدي الي قلة الاكسجين.أو(( الغرق هو عملية تؤدي لاختلال التنفس بسبب الانغمار أو الغطس في سائل ))وهذا آخر تعريف صادر من منظمة الصحة العالمية. فالغريق لا يموت من وجود الماء في صدره وإنما يموت من قلة الأكسجين.

### إسعاف حالات الغرق
إسعاف حالات الغرق لإنقاذ غريق و إذا كنت لا تتقن مهارات الإسعافات الأولية يجب اتباع الآتي:
أولا إخراج المصاب من الماء و محاولة إعطائه نفسين إسعافيين في فمه إن أمكن.
ثانيا اجعل المريض مستلقيا على ظهره ثم افتح مجرى التنفس.
ثالثا أعطي المريض نفسين ثانيين بعد فتح مجرى التنفس مباشرة.
رابعا حاول إخراج ما ببطن ورئتي المريض من ماء مستخدما طريقة همليش ( وهي إن تجلس على ركبتيك بين فخذي المريض محاولا الضغط من 6-10 مرات على بطن المريض داخلا ثم إلى أعلى )
خامسا أعطي المريض نفختين ثانيين و كرر الخطوات من 2-4 إلى أن يستعيد المريض وعيه إن كان في غيبوبة و إن توقف النبض و التنفس نهائيا في هذه الحالة لا تنفع معه إلا تطبيق أسلوب الإنعاش القلبي الرئوي.

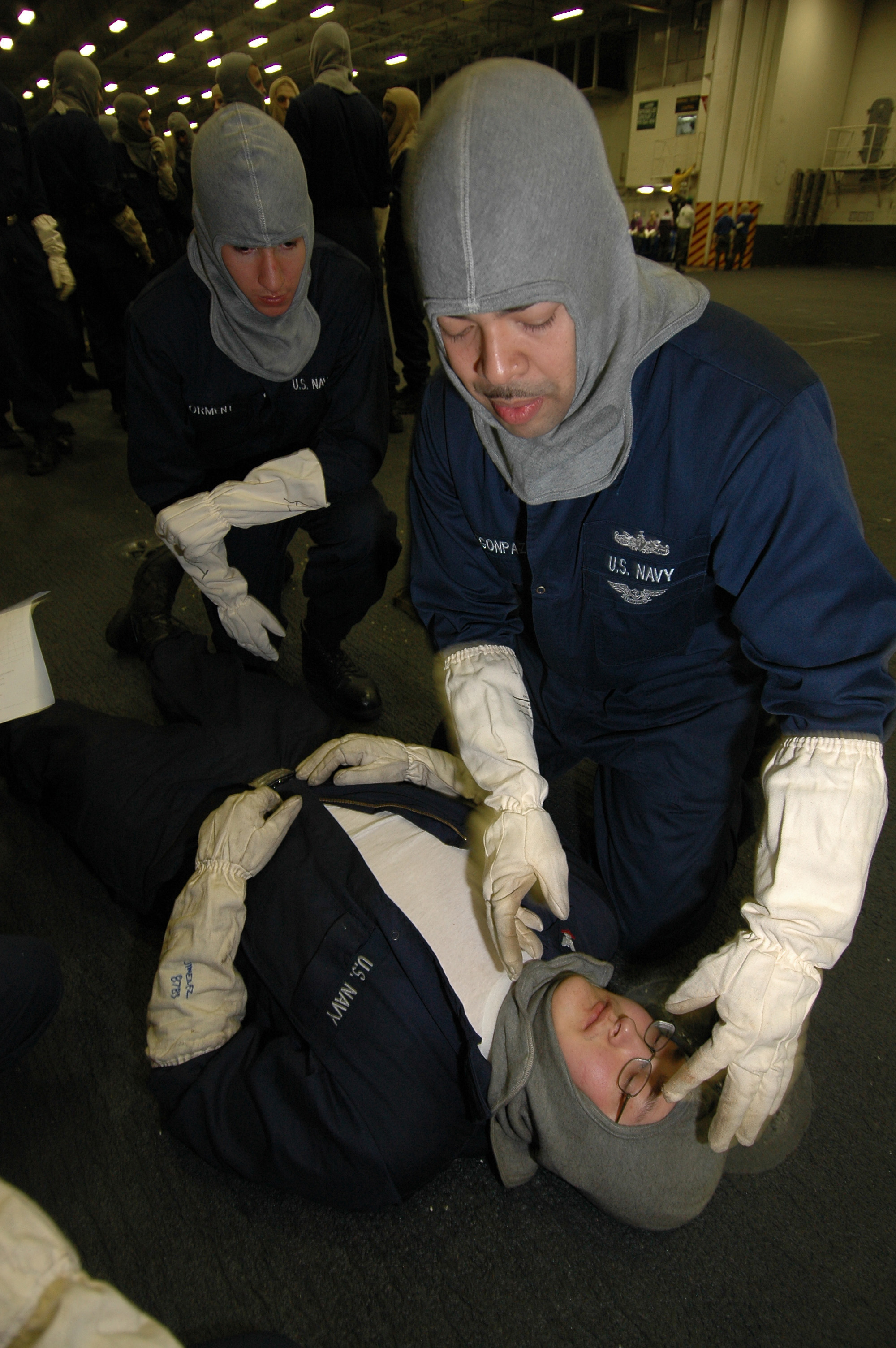
البحرية الأمريكية 070506-N-7883G-006مستشفى افراد القوات الدرجة الثانية جون Obregonpaz من بروكلين، NY، تم إجراءإنعاش القلب الرئوي له(CPR) وذلك خلال التدريب ربع العام (GQ) الحفر في hangar bay حظيرة الطائرات واحدة من يو اس اس كيتي هوك (CV 63)

### في حالات فقدان الوعي
تكون الأهداف الرئيسية للإسعافات الأولية:
- المحافظة على حياة المصاب.
- تجنب تدهور حالته الصحية.
- مساعدة المصاب على الشفاء.

لإنقاذ حياة المصاب بفقدان الوعي يجب المحافظة على:
1. مجرى تنفس الهواء مفتوحاً.
2. استمرار حركة التنفس.
3. دورة دموية منتظمة.

فتح مجرى تنفس الهواء في حالات الإغماء عندما يفقد المصاب وعيه فإن مجرى تنفس الهواء يضيق أو ينسد و ذلك بسبب سقوط اللسان إلى الخلف في البلعوم. انعدام التحكم في عضلات البلعوم. وجود جسم غريب أو قيء في مؤخر الحلق.

### مجرى التنفس
خطوات فتح مجرى التنفس و الحفاظ عليه مفتوحاً :
1- اجلس على ركبتيك (جاثماً) إلى جانب المصاب.استعمل السبابة والوسطى لرفع ذقن المصاب بإحدى يديك و أنت تضغط على جبهته إلى الوراء بباطن اليد الأخرى.
2- بهذه الحركة يدفع فك المصاب لسانه إلى الأمام مما يؤدي إلى فتح مجرى التنفس.
3- إذا صاحب تنفس المصاب صوت فإنه يدل على وجود انسداد في مجرى التنفس, قم بتسليك مجرى التنفس فوراً. إخراج ما تراه من جسم غريب في الفم . إذا كان المصاب يتنفس تلقائياً, عندها يجب وضعه على أحد جانبيه في وضع الإفاقة.

### فاقد الوعي ولا يتنفس
التعامل مع مصاب بفقدان الوعي و لا يتنفس :
للتأكد من أن المصاب يتنفس:
- ضع اُذنك فوق فم وأنف المصاب لتحس بخروج الهواء.
- دقق في حركة الصدر و البطن.
- القيام بعملية التنفس الاصطناعي.

### التنفس الاصطناعي

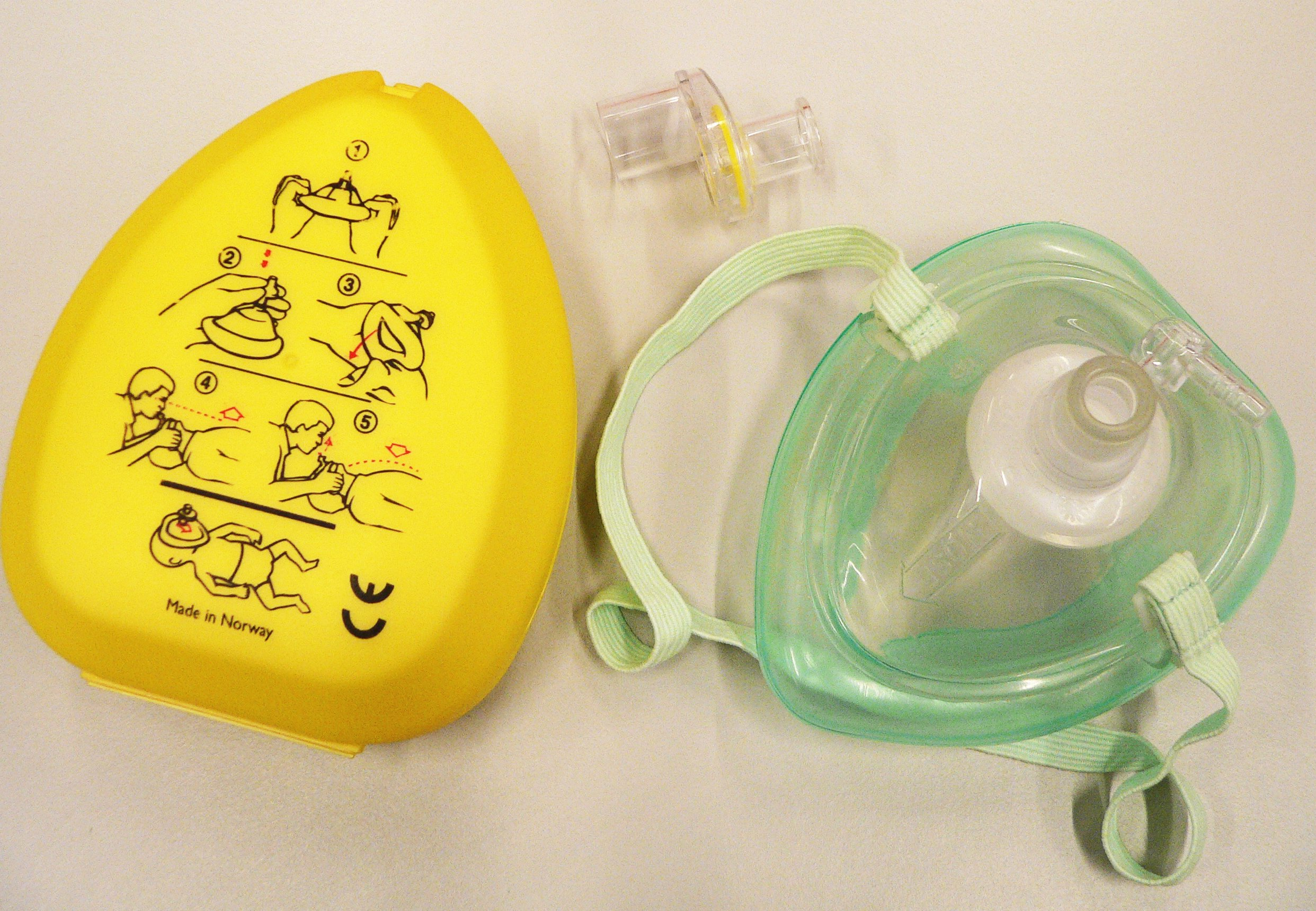
قناع جيب الإنعاش القلب رئوي، مع حقيبة الحمل.

1- افتح مجرى الهواء و أخرج ما تراه في الفم و الحلق من بقايا طعام أو قيء أو أي جسم غريب.
2- خذ شهيقاً عميقاً و اضغط على فتحتي أنف المصاب بأصبعيك و أطبق بشفتيك حول فم المصاب.
3- انفخ في رئتي المصاب و راقب صدره إلى أن تشاهده يرتفع إلى أقصى حد..
4- إذا لم يرتفع صدر المصاب فافترض أن مجرى الهواء لديه غير مفتوح تماماً. اضبط وضع الرأس و الفك (الصورة) و حاول مرة أخرى.
5- ارفع فمك بعيداً عن فم المصاب و راقب انخفاض صدره، خذ شهيقاً عميقاً و كرر النفخ.
6- بعد تكرار النفخ مرتين تحقق من (النبض السباتي) و تأكد من أن القلب يخفق.
7- إذا كان القلب يخفق و يمكن جس النبض واصل النفخ بمعدل (12 - 16) مرة بالدقيقة إلى أن يعود التنفس الطبيعي عندها ضعه في وضع الإفاقة.
8- يجب عدم التأخر في إجراء عملية التنفس الاصطناعي. في حالات الغرق يمكن إجراء عملية النفخ في الرئتين لإسعاف المصاب حتى لو كان في الماء
9- يُفضل الاستعانة بالوسادة الهوائية.
10- اطلب المساعدة الطبية.

## إسعاف مصاب فاقد الوعي و بلا نبض و بدون تنفس
1- في حالة توقف قلب المصاب عن النبض, يجب عليك القيام بالضغط الخارجي على الصدر. ضع المصاب فوق سطح ثابت على ظهره و اركع إلى جانبه بحيث تكون محاذياً لقلبه.
2- ضع حافة قاعدة إحدى يديك على خط عظم القص على بعد أصبعين من طرفها السفلي مع رفع أصابعك عن الضلوع.
3- نضع اليد على اليد الأخرى فوق عظم القص و شابك الأصابع على أن تكون ذراعاك مستقيمتان مع الكتف.
4-إضغط بشكل رأسي و الذراعان مستقيمتان بحيث ينخفض الصدر بمقدار 4 - 5 سم بالنسبة للشخص البالغ. اضغط 15 مرة بمعدل 80 ضغطة في الدقيقة على أن يكون الضغط منتظماً و هادئاً و لا تختلف قوته.
5- في حال كون المصاب طفلاً, يتم الضغط بقوة أقل و بيد واحدة.
6- عد إلى رأس المصاب و انفخ رئتيه مرتين بالفم (التنفس الاصطناعي).
7- تابع الضغط 15 مرة ثم انفخ في فم المصاب مرتين. كرر التحقق من دوران الدم بعد الدقيقة الأولى بجس النبض السباتي. بعدها تحقق من النبض كل 3 دقائق.
8- توقف عن الضغط عندما يعود النبض و واصل التنفس في الفم حتى يعود التنفس طبيعياً.
9- دلائل نجاح عملية الإنعاش القلبي : 
- عودة النبض (النبض السباتي).
- تحسن لون وجه و شفاه المصاب (من اللون الأزرق إلى الطبيعي).

### الإنعاش من قبل شخصين
1- يأخذ أحد الأشخاص مكانه عند رأس المصاب و الآخر يجثو على ركبتيه بجانبه محاذيا منتصف صدر المصاب.
2- يقوم الأول بفتح مجرى الهواء و نفخ الرئتين، ثم يتم التحقق من دوران الدم (النبض السباتي). و إذا كان متوقفاً يبادر الشخص الآخر بالضغط على الصدر (الإنعاش القلبي).
3- يستمر الإنعاش بحيث يقوم الأول بإبقاء مجرى الهواء مفتوحاً و نفخ الرئتين مرة بعد كل 5 ضغطات يقوم بها الشخص الآخر.
4- و يستمر الضغط بمعدل 80 مرة في الدقيقة إلى أن يعود النبض. و يجب التحقق من النبض بعد الدقيقة الأولى ثم كل 3 دقائق.

## وصلات خارجية
- منعش هواء الزفير
- المشورة الأساسية للإسعافات الأولية من أستراليا نيو ساوث ويلز -خدمة سيارة الإسعاف
- صفحتان من كتيب تتضمنان تفاصيل EAR
- المملكة المتحدة الموقع الإلكتروني لمجلس الإنعاش - يحتوي على معلومات عن اخرالمبادئ التوجيهية.